# Томаш Семоняк
Томаш Семоняк (пол. Tomasz Siemoniak; нар. 2 липня 1967, Валбжих, Польща) — польський політик, міністр національної оборони Польщі з 18 листопада 2011 року, Віце-прем'єр Польщі з 22 вересня 2014 року.

## Освіта
Закінчив факультет зовнішньої торгівлі Школи економіки у Варшаві, був стипендіатом Університету Дуйсбурга.

## Кар'єра
Ще під час навчання був членом Незалежної асоціації студентів, керівником студентської структури у Варшавській школі економіки. У 1990-х роках перебував послідовно в Ліберально-демократичній конгресі (KLD) і «Союзі свободи», потім вступив в партію «Громадянська платформа».
З 1994 по 1996 працював на польському телебаченні, в тому числі, як директор 1-ї програми.
У 1997 році, координував роботу ЗМІ в Інституті суспільних справ.
У 1998–2000 роках він обіймав посаду директора департаменту преси та інформації міністерства національної оборони, потім до 2002 року обіймав посаду заступника голови Польського агентства преси.
З грудня 2000 року по липень 2002 року — віце-президент Варшави.
У період з 2002 по 2006 рік працював на польському радіо.
У 2007 — віце-спікер Мазовецького воєводства.
26 листопада 2007 призначений державним секретарем міністерства внутрішніх справ.
2 серпня 2011 призначений на посаду міністра оборони в першому уряді Дональда Туска.
18 листопада 2011 зайняв ту ж посаду в новому кабінеті Туска.
22 вересня 2014 в уряді Еви Копач призначений віце-прем'єром та міністром оборони.

## Сім'я
Одружений, має доньку та сина.